# Elecciones legislativas de Guatemala de 1994
El domingo 14 de agosto de 1994 se celebraron elecciones legislativas en Guatemala tras la disolución anticipada del Congreso durante la crisis constitucional de 1993, y en vista de la aplicación de las reformas constitucionales aprobadas en el referéndum constitucional del 30 de enero de 1994. Las elecciones resultaron en una victoria para el Frente Republicano Guatemalteco, que obtuvo 33 de los 80 escaños. La participación electoral fue sólo el 21%.

## Antecedentes
La crisis constitucional de 1993 comenzó el 25 de mayo de 1993, cuando el entonces presidente Jorge Serrano Elías (1991-1993) intentó un autogolpe. Serrano Elías suspendió la Constitución, disolvió el Congreso, la Corte Suprema de Justicia y la Corte de Constitucionalidad, impuso la censura y trató de restringir las libertades civiles. Las acciones de Serrano fueron duramente criticados por una amplia oposición nacional y internacional. Serrano fue obligado a renunciar tras la sentencia de la Corte de Constitucionalidad de Guatemala que se pronunció en contra del autogolpe. Los diputados electos tomaron posesión el martes 13 de septiembre de 1994.

## Candidaturas por Listado Nacional
| Partido | Partido                           | Primera Casilla en Lista Nacional       |
| ------- | --------------------------------- | --------------------------------------- |
|         | Frente Republicano Guatemalteco   | José Efraín Ríos Montt                  |
|         | Partido de Avanzada Nacional      | Arabella Castro Quiñonez                |
|         | Democracia Cristiana Guatemalteca | Alfonso Antonio Portillo Cabrera        |
|         | Unión del Centro Nacional         | Jorge Alfredo Skinner Klee Cantón       |
|         | Movimiento de Liberación Nacional | Juan Alberto Salguero Cámbara           |
|         | Unión Democrática                 | Emma Patricia Guillermo de León de Chea |
|         | Movimiento de Acción Solidaria    | Otto René Quiñonez Carías               |
|         | Partido Revolucionario            | Mario Rafael Arriaga Mártinez           |
|         | Partido Institucional Democrático | Óscar Humberto Rivas García             |
|         | Frente de Unidad Nacional         | Óscar Humberto Mejía Víctores           |
|         | Central Auténtica Nacionalista    | Jorge Roberto Arana España              |
|         | Partido Socialista Democrático    | Otto Ramiro Morán Gálvez                |
|         | Partido Reformador Guatemalteco   | José Raúl Mazariegos Monterroso         |
|         | Movimiento de los Descamisados    | Guillermo del Valle Coloma              |

## Resultados Electorales
Participaron 18 partidos políticos y ninguna alianza electoral en los que se eligieron 80 escaños al congreso, el FRG y el PAN lograron el mayor número de diputados en esa elección.
|  | 26.61 % |

|  | 32.22 % |

|  | 26.54 % |

|  | 25.25 % |

|  | 13.01 % |

|  | 12.14 % |

|  | 9.82 % |

|  | 8.90 % |

|  | 5.66 % |

|  | 4.45 % |

|  | 3.64 % |

|  | 3.18 % |

|  | 3.15 % |

|  | 3.07 % |

|  | 2.79 % |

|  | 2.76 % |

|  | 2.51 % |

|  | 2.02 % |

|  | 1.71 % |

|  | 2.12 % |

|  | 1.29 % |

|  | 1.51 % |

|  | 0.96 % |

|  | 0.87 % |

|  | 0.91 % |

|  | 1.01 % |

|  | 0.49 % |

|  | 0.09 % |

|  | 0.07 % |

|  | 88.80 % |

|  | 87.43 % |

|  | 11.20 % |

|  | 12.17 % |

|  | 100.00 % |

|  | 100.00 % |

|  | 21.00 % |

|  | 21.00 % |